# Expoziție de artă

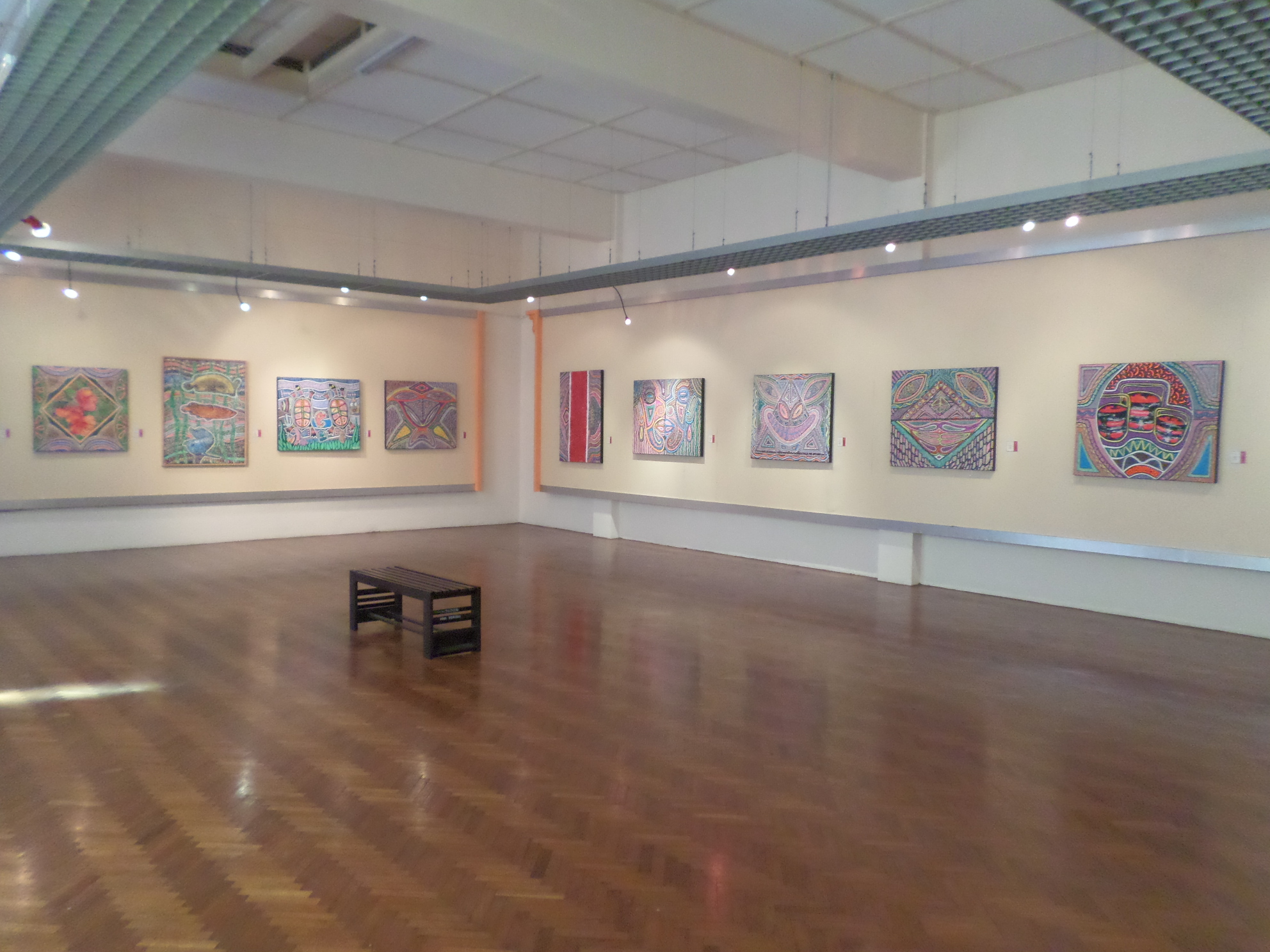
Expoziție de artă

O expoziție de artă reprezintă o expunere publică a unor obiecte de artă (în sensul cel mai general). Expoziția este cunoscută ca fiind o prezentare organizată, publică, a unor obiecte selecționate, pentru a pune în lumină specificul unei activități, realizările unui artist sau în scop instructiv.
De asemenea, cuvântul „expoziție” poate avea înțelesul de loc sau clădire special amenajată unde sunt expuse aceste obiecte.

## Exemple
Astfel de expoziții de artă pot prezenta fotografii, picturi, filme, muzică, sculpturi ce pot fi proprietatea unui artist, a unui grup de artiști, a unui colecționar sau a unui grup de colecționari de artă.